# Parux
Parux ist eine französische Gemeinde mit 72 Einwohnern (Stand 1. Januar 2022) im Département Meurthe-et-Moselle in der Region Grand Est; sie gehört zum Arrondissement Lunéville und zum Kanton Baccarat.

## Geografie
Parux liegt 30 Kilometer östlich von Lunéville am Rand der Vogesen auf einer Höhe zwischen 279 und 403 m über dem Meeresspiegel. Das Gemeindegebiet umfasst 4,37 km². Der Ort grenzt an den Forêt domaniale de Grande Cheneau. 

## Geschichte
Parux war im Ersten Weltkrieg schwer beschädigt worden und musste nach 1918 wieder aufgebaut werden.

### Bevölkerungsentwicklung
| Jahr      | 1962 | 1968 | 1975 | 1982 | 1990 | 1999 | 2007 | 2019 |
| Einwohner | 121  | 94   | 92   | 105  | 88   | 65   | 76   | 73   |

## Infrastruktur
Die Gemeinde liegt abseits größerer Straßen, die nächsten Anbindungen an die D20 sind in Montreux, bzw. Nonhigny ca. drei bis vier Kilometer westlich. Zur nächstgelegenen Gemeinde Bréménil in ca. zwei Kilometern Entfernung im Süden führt eine kleine Nebenstraße. 

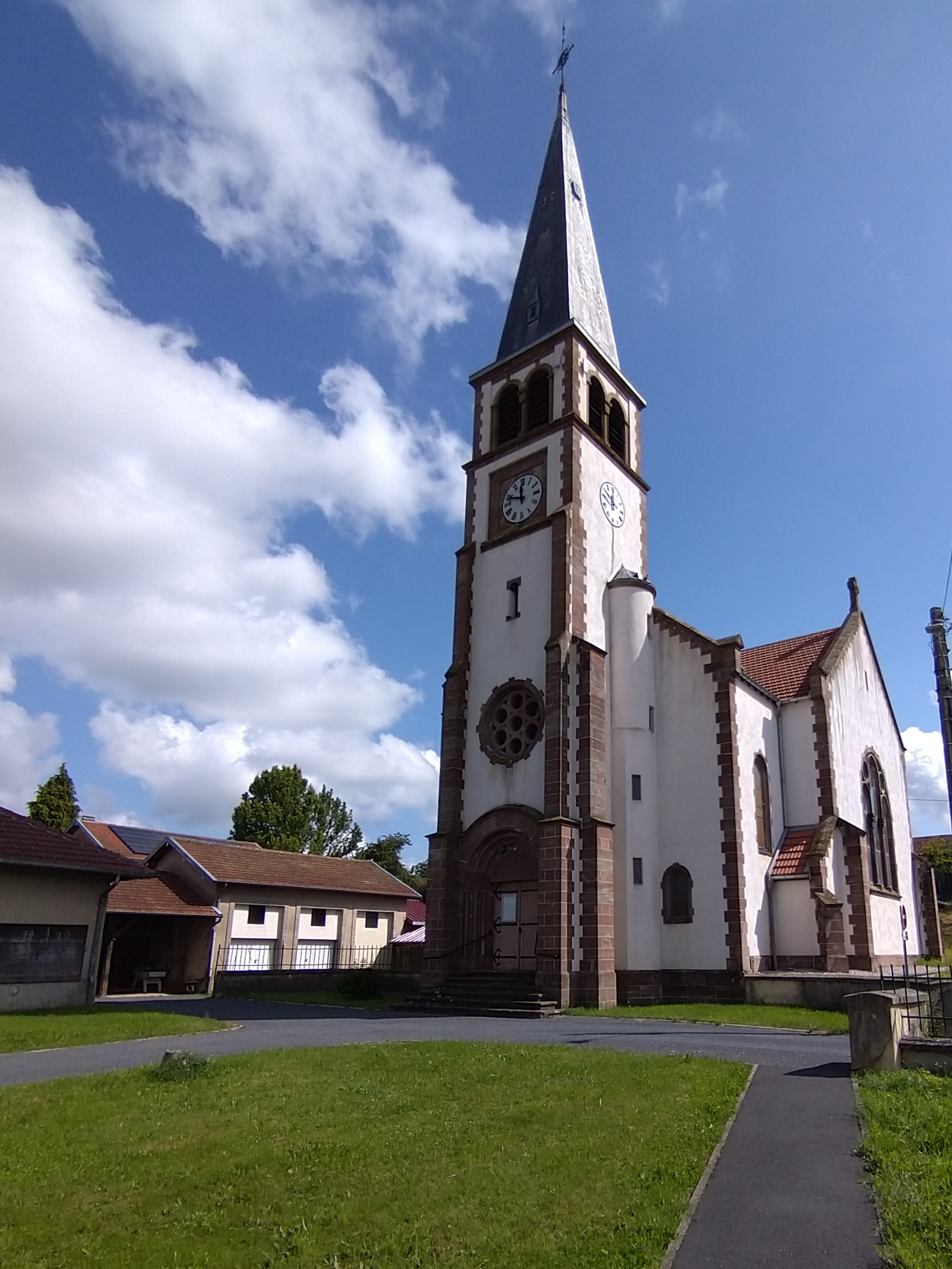
Kirche Saint-Hubert